# Horst Hano
Horst Hano (nascido 6 de Novembro 1937 em Koblenz) é um repórter e redactor da televisão alemã (1965 – 1997).
Dá cobertura a eventos políticos em vários países da Europa. É o primeiro redactor destacado para a Península Ibérica (1974 – 1979) pela cadeia ARD (Associação das Empresas Públicas de Radiodifusão da República Federal da Alemanha)  . Inicia essa actividade em Lisboa, onde chega em Maio de 1974, sendo um dos primeiros e mais activos jornalistas estrangeiros a noticiar sobre a Revolução dos Cravos em Portugal.

## Biografia
Conclui os estudos secundários em 1957, sonha ser escritor e realizador, estuda História em Munique. Entra como estagiário no jornal diário da cidade, o "Tagesschau".
Inicia a sua actividade profissional no "Report", com os jornalistas Hans Heigert e Dagobert Lindlau.  Torna-se repórter de televisão em 1965. Trabalha na Rádio-Televisão da Baviera (BR) entre 1965 e 1970. Entre 1971 e 1974 faz reportagens para o programa ’’Panorama’’ da NDR (Rádio Televisão da Alemanha do Norte), departamento regional da ARD. 
O trabalho que exerce em Portugal será decisivo para o seu futuro como jornalista. Desde que chega, terá Ricardo Costa (cineasta) como colaborador, na produção e realização de alguns dos seus projectos. O contacto é feito depois da exibição na ARD, nos últimos dias de Abril, das imagens da Revolução dos Cravos que este filmou (Cravos de Abril). Hano dará desde então larga cobertura aos acontecimentos históricos e políticos até ao Verão Quente de 1975, mantendo-se activo em Portugal durante cerca de um ano.
Abertos os escritórios da delegação da ARD em Madrid, passados meses depois da sua chegada a  Portugal, concentra-se na evolução dos acontecimentos políticos em Espanha.  Os eventos históricos portugueses dessa época e a queda, que entretanto era previsível, do regime franquista são matéria de noticiários regulares, de muitos filmes e entrevistas com os seus principais protagonistas. Grande parte desses registos, em particular os noticiários, não terá ficado arquivada o que, assim sendo, significa uma perda significativa de património histórico.
Estabilizada a democracia em Espanha, Horst Hano é destacado para fazer o seu trabalho em países politicamente menos problemáticos da Europa do Norte, a Escandinávia, e sobre temas mais pacíficos, com excepção do assassinato do primeiro ministro sueco Olof Palme.  Aí se fixa durante sete anos (1982 – 1989), fazendo  reportagens e vários documentários sobre a Natureza. No final da década de oitenta, é enviado para a RDA, onde se destaca com a cobertura dos factos  associados à queda do Muro de Berlim (1989 – 1990). Entre 1992 e 1995 será correspondente da ARD na Grã-Bretanha, fixando-se depois em Berlim (1995 – 1996)   .
No que se refere ao seu trabalho em Portugal, é em grande parte graças a Horst Hano que personalidades históricas como Otelo Saraiva de Carvalho, Álvaro Cunhal, Mário Soares, António de Spínola e outros, o Movimento dos Capitães de Abril, o MFA, a questão da Guerra Colonial, o estado do país e as contradições da Revolução acabam por adquirir relevância internacional. Mário Soares, em particular, começa por ser conhecido na Alemanha graças ao jornalista.
Conotado como liberal de esquerda, Hano torna-se polémico e não se livra de perseguições pelos sectores mais conservadores da imprensa alemã . Há quem o chame “Der Rote Hano” (O Hano Vermelho). Portugal e Espanha são batata quente numa época em que germina a ideia de uma certa União Europeia.
1980. É ainda na sequência de antigas vivências que Horst Hano, agora reformado (1997), leva por diante sonhos de juventude. Junta-se com Peter-Hannes Lehmann, jornalista da revista Stern, amigo com quem muito conviveu em Portugal, e parte com ele para o Tibete para fazer um filme: Götterdämmerung auf dem Dach der Welt (Aurora dos Deuses no Teto do Mundo)  .

## Emissões sobre Portugal
HESSISCHER RUNDFUNK (Rádio-televisão de Hesse)
Dokumentation (Programa Documentação)
- A Retirada Portuguesa de África (Portugal Rückzug aus Africa), 42 min 30, 25/10/1974
- O Ano dos Oficiais (Das Jahr der Offiziere), 42 min 30, 16/04/1975
- A Revolução que não se fez (Die Revolution fand nicht statt), 42 min 30, 24/04/1978

WESTDEUTSCHER RUNDFUNK (Rádio-televisão do Oeste – Colónia (Alemanha)
Weltspiegel (Programa Espelho do Mundo)
- Marcha sobre Lisboa (March auf Lissabon), 2 min 09, 20/07/75
- Portugal: a caminho do desconhecido (Portugal: Kurs ins Ungewisse), 6 min 55, 20/07/75

NORDDEUTSCHER RUNDFUNK (Rádio-televisão do Norte – Hamburgo)
Weltspiegel  (Programa Espelho do Mundo)
- Socialismo em Portugal (Sozialismus in Portugal), 5 min 55, 15/12/74
- Portugal depois das eleições (Portugal nach der Wahl), 6 min 18, 27/04/75
- Portugal e a NATO (Portugal und die NATO), 6 mim aprox., 12/6/75
- Portugal e os Concelhos Municipais (Portugal und das Rätesystem), 6 min 56, 22/06/75
- Portugal: inventário de uma crise (Portugal: Bestandsaufnahme einer Krise), 6 min 56, 18/12/77
- Portugal: donos de terras querem-nas de volta (Portugal: Grundbesitzer wollen ihr Länder widerhollen), 6 min 20, 17/09/78

SÜDDEUTSCHER RUNDFUNK (Rádio-televisão do Sul – Estugarda)
Weltspiegel (Programa Espelho do Mundo)
- Portugal depois do golpe (Portugal nach dem Puch), 5 min 35, 16/03/75
- A situação política em Portugal (Die innenpolitische Situation in Portugal), 5 min 59, 29/02/76
- A crise do Governo em Portugal (Die Regierungskrise in Portugal), 8 min 25, 27/08/78

BAYERISCHER RUNDFUNK (Rádio-televisão da Baviera Munique)
Weltspiegel (Programa Espelho do Mundo)
- Portugal, 5 min 09, 10/08/75
- Portugal: o governo socialista depois da Reforma Agrária (Portugal: die sozialistische Regierung nach der Agrarreform ), 7 min 34, 31/07/77
- Portugal: dois anos depois do caos comunista – Crise do governo socialista minoritário (Portugal: 2 Jahre nach dem kommunistischen Kaos), 6 min 50, 27/11/77
- Viragem à direita em Portugal (Rechtsrutsch in Portugal), 12 min 05, 25/04/78
- Portugal: fim da era Soares? (Portugal: Ende der Ara Soares?), 9 min 02, 30/07/78